# Torredonjimeno
Torredonjimeno é um município da Espanha, na província de Xaém, comunidade autónoma da Andaluzia. Tem 157,8 km² de área e em 2021 tinha 13 545 habitantes (densidade: 85,8 hab./km²). Pertence à Comarca Metropolitana de Xaém, e limita com os municípios de Escañuela, Arjona, Villardompardo, Porcuna, Martos, Jamilena, Santiago de Calatrava, Torredelcampo e Higuera de Calatrava.